# Fumaça líquida

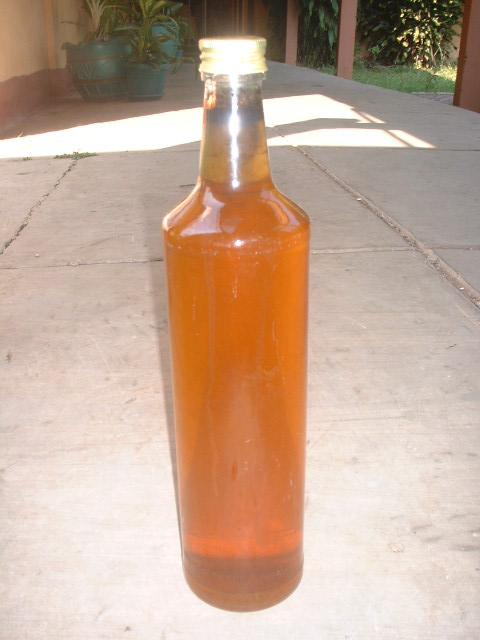
A imagem mostra uma garrafa de vidro transparente contendo fumaça líquida, um líquido de coloração âmbar, semelhante a mel ou caramelo claro. A garrafa está vedada com uma tampa dourada e posicionada em pé sobre um piso de cimento, sob luz natural. O conteúdo aparenta ser uma produção artesanal, possivelmente utilizada como condimento para conferir sabor defumado a alimentos, resultado da condensação da fumaça proveniente da queima controlada de madeira.

Fumaça Líquida é um produto obtido da condensação em solvente da fumaça e vapores obtidos pela queima da madeira. A fumaça líquida proporciona sabor, aroma e cor de defumado ao alimento.

## Produção
Há diversas maneiras de se produzir a fumaça líquida.
Uma das maneiras é: "basta fazer uma fogueira em um forno e canalizar a fumaça sob pressão para dentro de uma vasilha com água. Com isso, o gás da madeira queimada se dissolve no líquido e o extrato está pronto para ir à mesa."
Industrialmente, uma das maneiras de se produzir a fumaça líquida é por um processo de controlada decomposição térmica da madeira (pirólise) e subsequente dispersão dos vapores em água.
O líquido resultante pode passar por processos de filtragem.

## Custo
O uso de fumaça líquida nos alimentos possui custo muito mais barato do que o procedimento de defumar os alimentos pelo processo tradicional de expor o alimento à fumaça resultante da queima da madeira.